# Ольшаны (Закарпатская область)
Ольша́ны (укр. Вільшани) — село в Драговской сельской общине Хустского района Закарпатской области Украины.
Население по переписи 2001 года составляло 1125 человек. Почтовый индекс — 90424. Телефонный код — 31-42. Код КОАТУУ — 2125386901.